# 武汉工商学院
武汉工商学院，是位于湖北省武汉市的一所民办普通高等学校。

## 历史
原为中南民族大学管理的民办独立学院中南民族大学工商学院，其始创于2002年。
2011年4月，经中华人民共和国教育部批准，独立后改制为全日制普通本科高校并更名为武汉长江工商学院。
2014年5月，该校再度改名为武汉工商学院，引发有关其更名是否过于频繁的讨论。